# Elaphria leucostigma
Elaphria leucostigma är en fjärilsart som beskrevs av Druce 1908. Elaphria leucostigma ingår i släktet Elaphria och familjen nattflyn. Inga underarter finns listade i Catalogue of Life.